# 코로모가에
코로모가에(衣替え/ころもがえ)는 을 일본에서 계절이 바뀔 때, 입을 옷 내놓고, 입지 않는 옷 넣어 두는 것을 말한다. 일반적으로 학교나 회사 등에서 같이 맞춰입는 교복/제목/사복 등을 각 절기에 맞추어 다같이 전환하는 것을 뜻한다. 대략 5월 말경부터 6월 중순까지 하복으로, 9월 말부터 10월 중순경까지 동복으로 전환한다. 춘추복이 있는 단체도 있어, 더욱 세분화 되기도 한다. 